# Hyde Park (Los Angeles)
Pour les articles homonymes, voir Hyde Park (homonymie).
Hyde Park est une ancienne ville et  quartier de Los Angeles, en Californie.

## Démographie
Le Los Angeles Times considère le quartier comme modérément divers du point de vue ethnique, 66,0 % de la population étant afro-américaine, 27,3 % hispanique, 2,0 % blanche non hispaniques, 1,1 % asiatique, et 3,6 % appartenant à une autre catégorie ethno-raciale.

## Éducation
Le quartier abrite le Crenshaw High school et le View Park Prepatory High School.